# Острожень-Перший
Острожень-Перший (пол. Ostrożeń Pierwszy) — село в Польщі, у гміні Соболев Ґарволінського повіту Мазовецького воєводства.
Населення — 258 осіб (2011).
У 1975-1998 роках село належало до Седлецького воєводства.

## Демографія
Демографічна структура станом на 31 березня 2011 року:
|          | Загалом | Допрацездатний вік | Працездатний вік | Постпрацездатний вік |
| -------- | ------- | ------------------ | ---------------- | -------------------- |
| Чоловіки | 138     | 36                 | 87               | 15                   |
| Жінки    | 120     | 27                 | 66               | 27                   |
| Разом    | 258     | 63                 | 153              | 42                   |